# Hans von Pechmann
Hans von Pechmann (1er avril 1850 - 19 avril 1902) est un chimiste allemand.

## Biographie
Il est réputé pour sa découverte du diazométhane en 1894 , la Condensation de Pechmann , et la synthèse du pyrazole de Pechmann . Il a également d'abord préparé des 1,2-dicétones (par exemple, le diacétyle), l'Acide acétonedicarboxylique, le méthylglyoxal et la diphényltricétone et établi la structure symétrique de l'anthraquinone.
Von Pechmann produit également produit le premier exemple de polyéthylène solide par hasard en 1898, via la décomposition du diazométhane.
Il est né à Nuremberg. Après avoir étudié avec Heinrich Limpricht à l'Université de Greifswald, il devient professeur à l'Université de Munich jusqu'en 1895. Il est professeur à l'Université de Tübingen de 1895 jusqu'à sa mort. Il se suicide en prenant du cyanure, âgé de 52 ans .

## Travaux
- Anleitung zur Qualitativen chemischen Analyze de Volhard . Chemisches Labolatorium des Staates, München 9e et 10e éd. 1901 Édition numérique par la Bibliothèque universitaire et d'État de Düsseldorf
- Anleitung zur quantitativen Analyze nach Cl. Zimmermann : zum Gebrauche im chemischen Laboratorium des Staates zu München . Chemisches Laboratorium des Staates, München 10e éd. 1901 Édition numérique par la Bibliothèque universitaire et d'État de Düsseldorf